# 77 Dywizjon Rakietowy Obrony Powietrznej
77 dywizjon rakietowy Obrony Powietrznej (77 dr OP) – samodzielny pododdział Wojsk Obrony Przeciwlotniczej Sił Powietrznych.
Dywizjon stacjonował w Murowanej Goślinie, podlegał dowódcy 1 Śląskiej Brygady Rakietowej Obrony Powietrznej. Dywizjon rozformowano 31 grudnia 2011 wraz z 1 Śląską Brygadą Rakietową Obrony Powietrznej.

## Historia
Dywizjon powstał w roku 1979 na podstawie zarządzenia szefa sztabu Wojsk OPK i został włączony w struktury 79. spa OPK w Poznaniu. Jednostka usytuowana niedaleko miejscowości Złotkowo i wyposażona w przeciwlotniczy zestaw rakietowy typu S-125 Newa.
W roku 1981 dywizjon odbył pierwsze strzelania bojowe na poligonie w ZSRR, kolejne w roku 1988.
W roku 1990 przeniesiono dywizjon do Murowanej Gośliny, gdzie przejął koszary i infrastrukturę po rozformowanym 30 dywizjonie rakietowym OP.
W 1995 roku, jeszcze w składzie 79 pr OP, na poligonie krajowym w Ustce dywizjon wykonał strzelania bojowe.
Po rozwiązaniu 79 pr OP, w roku 1998 dywizjon włączono w skład 1. Brygady Rakietowej OP w Bytomiu.
W 2001 roku dywizjon został przezbrojony w zestaw S-125 Newa-SC, z którego w maju tego roku wykonał strzelania kwalifikacyjne zmodernizowanego sprzętu.
Decyzją Ministra Obrony Narodowej nt 116/MON z 10 kwietnia 2006 ustalono święto dywizjonu obchodzone 9 października.
Dywizjon otrzymał własną oznakę rozpoznawczą zatwierdzoną decyzją nr 124/MON z 10 kwietnia 2006.

## Struktura
- dowództwo i sztab,
- bateria dowodzenia,
- bateria radiotechniczna,
- bateria techniczna,
- bateria startowa (S-125 Newa-SC)
- bateria przeciwlotnicza (S-60, PKM-Z)

## Dowódcy dywizjonu
- 9 października 1979 –1981 - mjr Włodzimierz Pluta
- 1982 - 1988 - ppłk Andrzej Słupianek
- 1988 -1998 - ppłk Andrzej Rzekiecki
- 1988 - 2007 - ppłk Mariusz Kłosiński
- czerwiec 2007 – 25 lutego 2010 – ppłk Piotr Miller
- 25 lutego 2010 – 31 grudnia 2011 – ppłk Marek Szkudlarek